# Chung I Chuan
Chung I Chuan is een militaire vorm van kungfu, bedoeld voor zelfverdediging.
De Chung I Chuan-stijl probeert de energie van de tegenstander op te vangen en weer tegen hem te gebruiken. Het is een eenvoudige kungfu-vorm die gebruik maakt van Noord-Chinese langeafstandsvechttechnieken om snel het gat op de tegenstander te dichten en eenmaal in het nabije gevechtsbereik, Zuid-Chinese vechttechnieken gebruikt om de tegenstander uit te schakelen.

## Oorsprong
Chung I Chuan (wat 'Groot Intellect' of 'Denkende Vuist' betekent) is een militaire kungfu-stijl. Deze eenvoudige en praktische vorm van Chinese Wushu (‘krijgskunst’) werd in de 20e eeuw ontwikkeld als militair zelfverdedigingstraining door het Taiwanese leger. Het is een moderne vorm, maar blijft trouw aan de traditionele Chinese Wushu-stijlen. Chung I Chuan combineert technieken uit verschillende Noordelijke en Zuidelijke stijlen, zoals Chang Chuan, LoHan Chuan, Southern Shaolin, Choy Li Fut en anderen.

## Militaire kungfu-vormen
Elke Wushu-stijl heeft een ander aantal vormen die ze toepassen, variërend van veel tot weinig. Stijlen zoals Choy Li Fut en Shaolin Chuan zijn bijvoorbeeld samengesteld uit honderden vormen. En dan zijn er stijlen die worden gebruikt door het leger die slechts één vorm hebben. Dit zijn bijvoorbeeld Gung Li Chuan, Lian Bo, Chuan Shu Er Shi Fah, Tuan Da, Dachen Chuan en Chung I Chuan.  Ze zijn bedoeld om eenvoudig en doeltreffend te zijn, waarbij de beoefenaars hun lichaam maximaal benutten om hun tegenstander effectief uit te schakelen. Deze stijlen zijn kort en eenvoudig, ontworpen om efficiënt en effectief te zijn in plaats van sierlijk. Ze vertegenwoordigen de beste in wat moderne traditionele Chinese vechtsporten te bieden hebben, als men in korte tijd een compleet systeem wil leren. Deze stijlen zijn bedoeld om volledig te worden gebruikt voor zelfverdediging, terwijl ook het lichaam van de beoefenaar wordt geconditioneerd en ontwikkeld.

## De 37 bewegingsvormen van Chung I Chuan
De Chung I Chuan-stijl bevat 37 bewegingsvormen die lineair verlopen. Na de opening (nummer 1) volgen 2 dubbelhandige bewegingsvormen (2 en 3). Daarna volgt de linkerhandige serie (nummer 4 tot 18), waarna deze serie wordt herhaald met de rechterhand (19 tot 35). Nummer 36 en 37 zijn weer een dubbelhandige bewegingsvorm, plus de sluiting.  
Elk van de 37 bewegingsvormen heeft een praktisch doel. De vorm verspilt geen tijd met sierlijke groeten, het is meteen de bedoeling om de tegenstander uit te schakelen. Men kan zien waarom het Taiwanese leger deze stijl heeft aangenomen als een van hun tactieken voor man tot man gevechten.

## Componenten
Er worden bij Chung I Chuan slechts twee standaard stoten gebruikt: de staande vuist, die 90 graden van de taille draait om met het vuistoog omhoog te slaan, en de platte vuist, die 180 graden van de taille draait om precies zo te slaan als de typische achteruitworp. De andere handtechniek in de vorm van deze stijl is de palm, waarvan er vier zijn: de snij-, hak-, hef- en duwpalmen.
Ook zijn er maar weinig trappen, slechts twee: de ‘Northern Snap-kick’ en de ‘Southern-hielschop’. Beide zijn zeer laag uitgevoerd en hebben een zware stuwkracht. De trappen zijn geen show-kicks maar worden gebruikt om de aanval of verdediging van de tegenstander uit te schakelen.